# Osady jaskiniowe
Osady jaskiniowe – rodzaj osadów powstających w jaskiniach. Pod względem pochodzenia dzieli się je na 3 grupy:
- osady powstałe w wyniku procesów fizycznych
  - osady okruchowe (klastyczne) powstające przez mechaniczne rozdrabnianie skał:
    - autochtoniczne – pochodzące z macierzystych skał jaskini oberwane bloki skalne, czyli wanty (zarówno leżące na dnie jaskini, jak i wiszące, zaklinowane w szczelinach), rumosz skalny, ił, żwiry, piaski
    - allochtoniczne – naniesione z zewnątrz przez wodę lub wiatr iły, muły, piaski, żwiry i materiały organiczne (np. liście). Należą tu także odchody zwierząt, szczątki zwierząt i roślin, materiały pochodzenia antropogenicznego (np. przyniesione przez ludzi narzędzia krzemienne, ceramika, itp.)

  - nacieki lodowe powstające w wyniku zamarzania wody
- osady powstające w wyniku procesów chemicznych (nacieki jaskiniowe). Powstają głównie w wyniku reakcji chemicznej zawartego w wodzie dwutlenku węgla z węglanem wapniowym budującym skały wapienne, ale mogą to być także nacieki gipsu, siarki, pirytu, sfalerytu, chlorku sodu, chlorku potasu, hematytu i inne[3]. Mogą tworzyć stalaktyty, stalagmity, stalagnaty, makarony, draperie naciekowe, polewy, nacieki grzybkowe, misy martwicowe, pizolity, heliktyty[4].
- osady pochodzenia organicznego – odchody i szczątki zwierząt, nawiane przez wiatr liście i powstała z nich próchnica

Osady na dnie jaskini (na spągu) noszą nazwę namuliska. Jego badanie ma ogromne znaczenie w archeologii. Umożliwia odtworzenie życia ludzi prehistorycznych, którzy często zamieszkiwali jaskinie, a także fauny zwierzęcej zamieszkującej na danym terenie w różnych epokach dziejów Ziemi.